# Kuwajris Gharbi
Kuwajris Gharbi (arab. كويرس غربي) – wieś w Syrii, w muhafazie Aleppo. W 2004 roku liczyła 281 mieszkańców.